# In Awe
In Awe – debiutancki album Oxford Drama, polskiego zespołu electropopowego z Wrocławia w składzie: Małgorzata Dryjańska i Marcin Mrówka. Został wydany 23 października 2015 przez Brennnessel.

## Lista utworów
Na podstawie:
1. „In the Sea”
2. „What Matters”
3. „Preserve”
4. „I Have Saved All of My Photographs (of the Ones I Love)”
5. „Hide & Seek”
6. „From Past to Now”
7. „Illusive, Bright Beginning”
8. „Tapes”
9. „Turn”

## Nagrody i wyróżnienia
- „Najlepsze polskie płyty 2015 roku” według muzycznego portalu BrandNewAnthem.pl: miejsce 6.[5]